# Premio Compasso d'oro 1989
Il premio Compasso d'oro 1989 è stata la 15ª edizione della cerimonia di consegna del premio Compasso d'oro.

## Giuria
La giuria era composta da:
- Pierluigi Molinari
- Fredrik Wildhagen
- Hans Wichmann
- Cesare Stevan
- Tomás Maldonado

## Premiazioni

### Compasso d'oro
| Designer                              | Prodotto                                                           | Azienda                              | Immagine |
| ------------------------------------- | ------------------------------------------------------------------ | ------------------------------------ | -------- |
| Bruno Gecchelin                       | Serie di proiettori Shuttle                                        | iGuzzini illuminazione               |          |
| Antonio Barrese                       | Manuale di Immagine coordinata e applicazioni                      | Università commerciale Luigi Bocconi |          |
| Zecca, Dir. Sviluppo Ticino           | Serie Living                                                       | Bassani Ticino                       |          |
| Gino Gamberini                        | Sistema sedute Mura                                                | Pagnoni & C.                         |          |
| Paolo Rizzatto e Alberto Meda         | Lampada Lola                                                       | Luceplan                             |          |
| Luciano Valboni                       | Distributore di bevande Domino                                     | Zanussi Grandi Impianti              |          |
| Ettore Sottsass                       | Servizio di posate Nuovo Milano                                    | Alessi                               |          |
| Francesco Trabucco e Marcello Vecchi  | Aspiravpolvere/aspiraliquidi/lavapavimenti Bidone Lavatutto        | Alfatec                              |          |
| Giorgio Decursu                       | Posizionatiore elettronico teste per alesare e sfacciare U Control | D'Andrea S.p.A.                      |          |
| Giampietro Tonetti                    | Sistema di cassettiere per farmacia Boomerang                      | Icas                                 |          |
| Centro Studi Castelli                 | Sedute da ufficio Guya                                             | Castelli                             |          |
| Michele De Lucchi e Giancarlo Fassina | Lampada Tolomeo                                                    | Artemide                             |          |

### Premi alla carriera
- Achille Castiglioni
- B&B Italia
- Tecno
- ICE - Istituto per il Commercio Estero